# Taiwan nos Jogos Olímpicos de Verão de 1964
Taiwan (governada pela República da China) competiu nos  Jogos Olímpicos de Verão de 1964 em Tóquio, Japão, com 40 competidores, sendo 37 homens e três mulheres, participando de 46 eventos em sete esportes. Nos anos seguintes, pressões da República Popular da China sobre os organizadores do evento fizeram Taiwan competir nas Olímpiadas como Taipé Chinesa a partir de 1984.